# Siegfried Seifert (Zoologe)
Siegfried Seifert (* 21. September 1922 in Rodewisch; † 12. März 1998 in Leipzig) war ein deutscher Biologe und langjähriger Zoodirektor des Leipziger Zoos.

## Leben
Seifert wurde im vogtländischen Rodewisch geboren. Kurz nach der Geburt bekam sein Vater eine Stelle als Bürgermeister in Rützengrün, in dem nun Seifert bis zu seinem 5. Lebensjahr lebte. 1927 zog Seiferts Familie in die sächsische Landeshauptstadt Dresden, wo er auch die Schule besuchte. Ab 1941 leistete er Kriegsdienst, dem sich nach Kriegsende eine kurze Internierung anschloss. Da die elterliche Wohnung in der Nähe des Großen Gartens zerstört war, fand die Familie im vogtländischen Auerbach bei Seiferts Großeltern wieder zusammen. In der vogtländischen Kreisstadt begann er als Neulehrer und war bis 1956 als Biologielehrer und stellvertretender Schuldirektor tätig. Bereits 1947 trat er in die CDU in der sowjetischen Besatzungszone ein. Parallel zu seiner Lehrertätigkeit gründete Seifert 1949 an seiner Schule einen Zoo, der später als Heimtiergarten ausgebaut wurde und 1953 nach Falkenstein/Vogtl. in die Station Junger Naturforscher verlegt wurde. Diese war der Grundstein für den heutigen Tiergarten Falkenstein. Auch dort leitete Seifert weiterhin diese Einrichtung. In dieser Zeit knüpfte der engagierte Biologie bereits erste Kontakte zu den berühmten Leipziger Zoologen Karl Max Schneider und Heinrich Dathe, der auch aus dem Vogtland stammte. Darüber hinaus wirkte er als Dozent für Biologie an der Medizinischen Fachschule in Zwickau.
1956 wurde Seifert eine völlig neue Aufgabe übertragen. Er wurde von der Kommission für Tiergärten beim Ministerium für Kultur der DDR zum Direktor des im Januar desselben Jahres neugegründeten Zoologischen Gartens in Rostock berufen. In diesem Jahr wurde das ehemalige Tiergartengelände zudem von 9 auf 16 ha erweitert, so dass der erst 34-jährige Seifert eine große Aufgabe vor sich hatte. Bis zu seinem Wechsel nach Leipzig wurden unter Seiferts Leitung die ersten Indischen Elefanten aufgenommen und die noch heute bekannte Eisbärenzucht begonnen.
Im August 1964 wurde Seifert in Nachfolge von Ludwig Zukowsky als Zoodirektor des Leipziger Zoos berufen. Damit gehörten mit Wolfgang Ullrich in Dresden und Seifert in Leipzig zwei Direktoren renommierter Zoologischer Gärten der DDR der Blockpartei CDU an. In der Folge prägte Seifert bis 1993 fast 30 Jahre lang die Entwicklung des Zoos in der Messestadt. Prägende Bauten in seiner Amtszeit waren das Zooschaufenster, das Menschenaffenhaus, das Vogelhaus und die Anlage für Zwergflusspferde. Auch die Wiedereröffnung und Erweiterung des Aquariums wurde in Seiferts Amtszeit realisiert. Außerdem organisierte er zahlreiche wissenschaftliche Tagungen mit internationaler Beteiligung im Leipziger Zoo, so 1978 ein Tigersymposium und 1990 ein Symposium zur Erhaltung und Auswilderung des Przewalskipferdes. Aufgrund der Erfolge in der Zucht sibirischer Tiger wurde dem Leipziger Zoo 1973 das Internationale Zuchtbuch übergeben.
1975 wurde Seifert an der Ernst-Moritz-Arndt-Universität Greifswald mit der Dissertation Untersuchungen zur Fortpflanzungsbiologie der im Zoologischen Garten Leipzig gehaltenen Grosskatzen (Panthera, Oken, 1816 [achtzehnhundertsechzehn]) unter besonderer Berücksichtigung des Löwen, Panthera leo (Linné, 1758 [siebzehnhundertachtundfünfzig]) zum Dr. rer. nat. promoviert. In der Folge wirkte er ab 1980 als Dozent und ab 1982 als Honorarprofessor an der Karl-Marx-Universität Leipzig. Parteipolitisch wirkte Seifert bereits vor 1982 in der Arbeitsgemeinschaft Kulturpolitik des Hauptvorstandes der CDU als Mitglied mit. Auf dem 15. Parteitag der CDU in Dresden im Oktober 1982 wurde er erstmals in den Hauptvorstand der Partei gewählt, in dem er bis zur politischen Wende 1989 Mitglied blieb.
1983 wurde Seifert in das Präsidium des Internationalen Verbandes der Zoodirektoren gewählt, dessen 1. Sekretär er ab 1986 war. Solche Positionen waren für die DDR im Rahmen der internationalen Anerkennung von großer Bedeutung. 1991 wurde er zum Präsidenten des Internationalen Verbandes der Zoodirektoren gewählt. 1993 wurde der 71-jährige Seifert, der den Zoo durch die unruhigen, von einem massiven Besucherschwund begleiteten Zeiten in der politischen Wende geführt hatte, von seinem damaligen Stellvertreter Peter Müller als Zoodirektor abgelöst.
Seifert starb 1998 in Leipzig.

## Ehrungen
- 1976 Vaterländischer Verdienstorden in Bronze[2]
- 1982 Vaterländischer Verdienstorden in Silber[3]
- 1987 Vaterländischer Verdienstorden in Gold[4]
- 1993 Ehrenmitgliedschaft des Deutschen und Internationalen Zooverbandes